# Onkraj
Onkraj je slovenski dramski film iz leta 1970 v režiji Jožeta Galeta po scenariju Mateja Bora. Dogajanje je postavljeno v gostišče, kjer glasba in ples preglasita pripoved zgodbe o vojni nekdanjega partizana Mihe.

## Igralci
- Ivica Vidović kot Damjan
- Jasna Andronja kot Anja
- Jože Župan kot Martin
- Janež Skof kot Miha
- Janež Eržen kot Ježovnik
- Andrej Nahtigal
- Mirko Bogataj
- Boris Cavazza
- Slavka Glavina
- Boris Juh
- Fanika Podobnikar
- Andrej Ristić
- Alenka Svetel
- Milena Zupančič